# Heinrich Anz (Jurist, 1910)
Heinrich Anz (* 27. Januar 1910 in Neuwied; † 14. März 1973 in Bonn)  war ein deutscher Jurist und Ministerialbeamter.

## Leben
Heinrich Anz war ein Sohn des späteren Oberlandesgerichtspräsidenten Heinrich Anz (1879–1933).
Er studierte Rechtswissenschaft an der Universität Bonn und gehörte seit 1928 der Bonner Burschenschaft Alemannia an. Von 1935 bis 1944 war Heinrich Anz als Landgerichtsrat im Reichsjustizministerium tätig. Dort war er u. a. an der Ausarbeitung und Erläuterung des Großdeutschen Eherechtes 1938 beteiligt. 1943 war er zweiter persönlicher Referent des Justizministers Otto Georg Thierack.
Danach wechselte er bis zum Kriegsende 1945 zum Landgericht Bielefeld. Nach zweijähriger Tätigkeit in der Landwirtschaft erhielt er 1947 eine Stelle beim Amtsgericht Wolfenbüttel. 1949 wechselte er zum Landgericht Braunschweig und 1953 zum Bundesministerium der Finanzen, wo er zunächst Leiter des Referats I B 5 war und 1954 zum Referat I B 4 (Allgemeines Besoldungs-, Reise- und Umzugskostenrecht) wechselte.
Heinrich Anz ging 1958 zum Bundesministerium des Innern, wo er Leiter des Referats II B 1 (Allgemeines Besoldungsrecht) wurde. 1961 kehrte er zum Bundesministerium der Finanzen zurück, dort leitete er 1968 die Unterabteilung VI B Verteidigungslasten. Er starb im Alter von 63 Jahren noch vor seiner Pensionierung.

## Werke (Auswahl)
- Bundesbesoldungsgesetz vom 27. Juli 1957 mit Wehrsoldgesetz. Erläuterte Textausgabe mit Einführung und Beispielen für die Berechnung des Besoldungsdienstalters. Vahlen, Berlin / Frankfurt am Main 1957.
- mit Otto Faber u. a.: Das Besoldungsrecht des Bundes. Vahlen, Berlin / Frankfurt am Main 1958.